# Lịch sử Hà Lan
Lịch sử của Hà Lan là một lịch sử của những người đi biển phát triển mạnh trên một đồng bằng châu thổ thấp trên Biển Bắc ở Tây Bắc Châu Âu. Các ghi chép lịch sử bắt đầu với bốn thế kỷ trong đó khu vực hình thành một khu vực biên giới quân sự hóa của Đế chế La Mã. Khu vực này xuất hiện khi phải chịu áp lực ngày càng tăng từ các dân tộc Đức di chuyển về phía tây. Khi quyền lực La Mã sụp đổ và thời Trung cổ bắt đầu, ba dân tộc Đức thống trị đã kết hợp lại trong khu vực, người Frisia ở phía bắc và khu vực ven biển, người Hạ Saxon ở phía đông bắc và người Franks ở phía nam.
Trong thời trung cổ, hậu duệ của triều đại Carolus đã thống trị khu vực và sau đó mở rộng sự cai trị của họ đến một phần lớn của Tây Âu. Do đó, khu vực của Hà Lan đã trở thành một phần của Hạ Lotharingia trong Đế chế La Mã thần thánh Frank. Trong nhiều thế kỷ, các lãnh chúa như Brabant, Holland, Zeeland, Friesland, Guelders và những người khác đã tạo ra  thay đổi của các vùng lãnh thổ. Không có sự thống nhất lãnh thổ nào của họ tương đương với Hà Lan hiện đại.
Đến năm 1433, Công tước xứ Burgundy đã nắm quyền kiểm soát hầu hết các vùng đất thấp ở Lower Lotharingia; ông đã tạo ra Hà Lan Burgundian  bao gồm Hà Lan hiện đại, Bỉ, Luxembourg và một phần của Pháp.
Các vị vua Công giáo của Tây Ban Nha đã thực hiện các biện pháp mạnh mẽ chống lại đạo Tin lành, đã phân cực các dân tộc của Bỉ và Hà Lan ngày nay. Cuộc nổi dậy sau đó của Hà Lan đã dẫn đến việc chia tách Hà Lan Burgundian thành một " Hà Lan thuộc Tây Ban Nha "  theo Công giáo (tương ứng với Bỉ và Luxembourg hiện đại) nói tiếng Pháp và tiếng Hà Lan, và một " Các tỉnh Hợp nhất ", nói tiếng Hà Lan và chủ yếu theo Tin lành với Công giáo thiểu số. Các tỉnh hợp nhất sau này trở thành Hà Lan hiện đại.
Trong thời đại hoàng kim của Hà Lan, nơi có đỉnh cao vào khoảng năm 1667, đã có sự nở rộ của thương mại, công nghiệp, nghệ thuật và khoa học. Một đế chế Hà Lan giàu có trên toàn thế giới đã phát triển và Công ty Đông Ấn Hà Lan trở thành một trong những công ty thương mại quốc gia sớm nhất và quan trọng nhất dựa trên tinh thần kinh doanh và thương mại.
Trong thế kỷ thứ mười tám, quyền lực, sự giàu có và ảnh hưởng của Hà Lan đã suy giảm. Một loạt các cuộc chiến tranh với các nước láng giềng mạnh hơn của Anh và Pháp đã làm suy yếu nó. Vương quốc Anh chiếm được thuộc địa New Amsterdam của Bắc Mỹ và đổi tên thành "New York". Có phát triển tình trạng bất ổn và xung đột giữa Orangists và Patriots. Cuộc cách mạng Pháp đã lan rộng sau năm 1789 và Cộng hòa Batavia thân Pháp được thành lập năm 1795 đến năm 1806. Napoleon đã biến nó thành một quốc gia vệ tinh, Vương quốc Hà Lan (1806-1810), và sau đó đơn giản là một tỉnh của đế quốc Pháp.
Sau sự sụp đổ của Napoléon năm 1813-15, một " Vương quốc Hà Lan " mở rộng đã được tạo ra với Nhà Orange là quân chủ, cũng đồng thời cai trị Bỉ và Luxembourg. Nhà vua áp đặt các cải cách Tin lành không phổ biến đối với Bỉ, khiến Bỉ nổi dậy vào năm 1830 và trở nên độc lập vào năm 1839. Sau một thời gian bảo thủ ban đầu, sau khi giới thiệu hiến pháp năm 1848; đất nước này trở thành một nền dân chủ nghị viện với một quốc vương lập hiến. Luxembourg ngày nay trở thành chính thức độc lập khỏi Hà Lan vào năm 1839, nhưng một liên minh cá nhân vẫn tồn tại cho đến năm 1890. Từ năm 1890, nó được cai trị bởi một nhánh khác của Nhà Nassau.
Hà Lan là nước trung lập trong Thế chiến thứ nhất, nhưng trong Thế chiến thứ hai, nó đã bị Đức Quốc xã xâm chiếm và chiếm đóng. Đức quốc xã, bao gồm nhiều cộng tác viên, đã vây bắt và giết chết hầu hết dân số Do Thái của đất nước này. Khi kháng chiến của Hà Lan tăng lên, Đức quốc xã đã cắt nguồn cung cấp lương thực cho phần lớn đất nước, gây ra nạn đói nghiêm trọng vào năm 1944. Năm 1942, Đông Ấn Hà Lan đã bị Nhật Bản chinh phục, nhưng trước đó, Hà Lan đã phá hủy các giếng dầu mà Nhật Bản đang tìm kiếm. Indonesia tuyên bố độc lập khỏi Hà Lan vào năm 1945, tiếp theo là Suriname năm 1975. Những năm sau chiến tranh đã chứng kiến sự phục hồi kinh tế nhanh chóng (được Kế hoạch Marshall của Mỹ hỗ trợi), sau đó là sự ra đời của một nhà nước phúc lợi trong thời kỳ hòa bình và thịnh vượng. Hà Lan đã thành lập một liên minh kinh tế mới với Bỉ và Luxembourg, Benelux và cả ba trở thành thành viên sáng lập của Liên minh châu Âu và NATO. Trong những thập kỷ gần đây, nền kinh tế Hà Lan đã được liên kết chặt chẽ với nền kinh tế của Đức và rất thịnh vượng. Bốn quốc gia đã thông qua việc dùng đồng Euro vào ngày 1 tháng 1 năm 2002, cùng với tám quốc gia thành viên khác của EU.